# Laura Dreyfuss
Laura Dreyfuss (ur. 22 sierpnia 1988 r. w New Jersey) − amerykańska aktorka telewizyjna i sceniczna oraz wokalistka, znana z roli Madison McCarthy w serialu telewizji Fox Glee.

## Dorobek artystyczny (wybór)

### Filmografia
- 2015: Glee jako Madison McCarthy
- 2017: After Party jako Lana

### Występy sceniczne
- 2010: Hair (krajowa trasa koncertowa)
- 2011, Broadway: Hair
- 2012−2013, Broadway: Once
- 2013, Off-Broadway: What's It All About? Bacharach Reimagined
- 2015−, Arena Stage, Waszyngton: Dear Evan Hansen

## Nagrody i wyróżnienia
- 2016, theatreWashington (lub The Helen Hayes Awards Organization):
  - nominacja do nagrody im. Helen Hayes w kategorii najlepsza aktorka drugoplanowa w musicalu (za występ w sztuce Dear Evan Hansen)